# San Juan Totolapan
San Juan Totolapan är en ort i Mexiko, tillhörande kommunen Tepetlaoxtoc i delstaten Mexiko. San Juan Totolapan ligger i den centrala delen av landet och tillhör Mexico Citys storstadsområde. Orten hade 1 467 invånare vid folkmätningen 2010.